# Mount Vernon (Iowa)
Mount Vernon es una ciudad ubicada en el condado de Linn en el estado estadounidense de Iowa. En el Censo de 2010 tenía una población de 4506 habitantes y una densidad poblacional de 497,22 personas por km².

## Geografía
Mount Vernon se encuentra ubicada en las coordenadas 41°55′25″N 91°25′26″O / 41.92361, -91.42389. Según la Oficina del Censo de los Estados Unidos, Mount Vernon tiene una superficie total de 9.06 km², de la cual 9.05 km² corresponden a tierra firme y (0.17%) 0.02 km² es agua.

## Demografía
Según el censo de 2010, había 4506 personas residiendo en Mount Vernon. La densidad de población era de 497,22 hab./km². De los 4506 habitantes, Mount Vernon estaba compuesto por el 95.03% blancos, el 0.91% eran afroamericanos, el 0.24% eran amerindios, el 1.66% eran asiáticos, el 0% eran isleños del Pacífico, el 0.51% eran de otras razas y el 1.64% pertenecían a dos o más razas. Del total de la población el 1.93% eran hispanos o latinos de cualquier raza.